# ソリッドモデル
ソリッドモデルとは、模型における、木材などを削って作られる展示・鑑賞用の模型のこと。

## 概要
ソリッドモデルは趣味としての模型の一種で、航空機や艦船等を木材などを主材料として用いて製作する模型である。ソリッド（solid）とは、英語で固体または中実（中空でないこと）を指す言葉であり、フライングモデル（飛行可能な模型航空機）のように骨組みに紙や布などの外皮を貼った中空の模型に対するものである。木製の模型は古くから作られており、プラモデルが一般化する前には、スケールモデルはソリッドモデルが主流であった。日本においては、1950年代がソリッドモデルの最盛期であり、多くのメーカーから木製の航空機や艦船の組み立てキットが発売されていた。1960年代に入ると急速にプラモデルが普及し、メーカーからの木製キットの発売はほぼ途絶えたが、1950年代に各地に作られたソリッドモデルクラブは統廃合を行いながら活動を続け、2010年現在で6つのクラブに約200名のモデラーが所属して、作品展などが開かれている。
1980年代から1990年代にかけて盛んに作られたレジンキャスト製のいわゆるガレージキットや、1980年代の消しゴム人形に端を発し、2000年代始めの食玩ブームで大幅に品質を向上させて一般化した塩ビ製のフィギュアも中身の詰まった模型であるが、これらはソリッドモデルとは呼ばれていない。逆に、ソリッドモデルの発展形として、オールアルミモデルのような中空の模型も作られている。

## 歴史

### ソリッドモデルの誕生と普及
1920年代には、木を材料にした航空機のスケールモデルが作られていた。また、模型用の木製パーツも販売されていた。
1933年に出版されたJames Hay Stevens著『Scale Model Aircraft』には、ソリッドモデルという名称はまだ使われていないが、ソリッドモデルの基本といえる製作方法が記載されている。縮尺は、1/36または1/72を採用しており、第一次大戦機の三面図も記載されている。1932年には、A. J. Holladayのプロデュース、James Hay Stevensのデザインによる、1/72スケールに統一された航空機の木とメタル製組立模型、"Skybirds"がイギリスで発売され、1945年までに80種類ほどのキットが生産された。 当時の雑誌の広告では、この製品を“solid non-flying aeronautical models”（中身の詰まった飛ばない航空機模型）と記述している。同時期に同様の木製模型は軍でも識別用に使用され、第二次世界大戦中にかけて大量に作られている。また、イギリスでは同種の識別用模型をプラスチック製の部品で作成する技術が開発され、1930年代半ばには組み立てキットの形で市販もされてプラモデルの嚆矢となった。プラスチック製の識別用模型も第二次大戦中にアメリカとイギリスで量産されている。第二次世界大戦が終結すると、趣味としてのソリッドモデルも復活したが、程なくアメリカで販売が始められたプラモデルが、再現度の高さと組み立ての容易さで次第に人気を集め、1950年代にはアメリカなどではソリッドモデルは衰退していった。

### 日本における歴史
日本においては、第2次世界大戦前にもソリッドモデルが製作されていたが、開戦後は識別用模型としての用途が評価され、軍の主導による展示会も催された。当時は「實體（実体）模型」という名称も用いられている。
敗戦後模型飛行機は禁止されたが、昭和23年（1948年）頃には解禁されて、競技会などの活動も再開された。また、1951年創刊の「航空ファン」を始めとする航空雑誌には、ソリッドモデルの製作記事も盛んに掲載されて、ソリッドモデルが流行していった。1950年代には、各地にソリッドモデルの愛好者のクラブが15程度創設された。
1950年代には、静岡を中心とした多くの模型メーカーから飛行機、艦船、戦車などの木製の組み立てキットが多数発売されている。初期には部品としてブロック状や板状の木材が入っているだけのものも多かったが、次第に複雑な加工が施されるようになり、立体的な曲面加工を施したキットも作られた。1958年末には最初の国産プラモデルが発売されたが、当初は期待を下回る売り上げしか上げられなかった。しかし、テレビ番組の提供などの宣伝活動によりプラモデルの人気は上昇し、1960年代に入るとそれまで木製模型を作っていたメーカーの多くがプラモデルの生産に参入し、急速にプラモデルへの切り替えが進んだ。初期の日本製のプラモデルには、プラスチックソリッドモデルと称するものもあった。また、過渡期にはプラスキック製の部品と木製の部品を組み合わせた製品も発売されている。プラモデルへの切り替えで木製の組み立てキットがほとんど姿を消した結果、年少者の関心はプラモデルへと移ったが、各地のソリッドモデルクラブの多くは活動を継続した。以後日本のソリッドモデルはクラブ会員と一部の愛好家を中心に独自の発展を続け、オールアルミモデルやパネルごとに分割して寄木細工風に仕上げるモザイクモデルなどの技法も生み出している。

## 製作

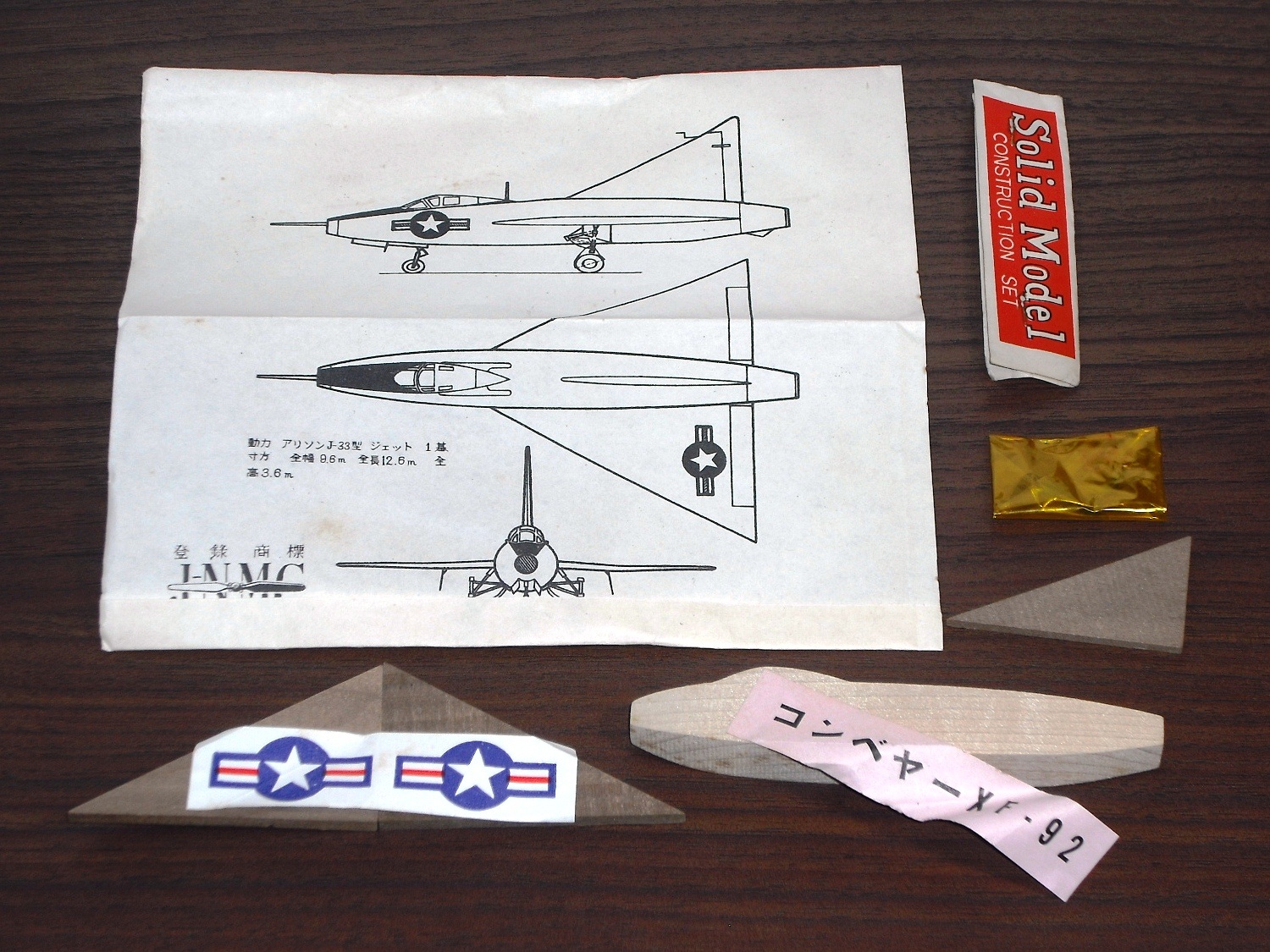
ソリッドモデルの組み立てキットの例（JNMC製XF-92）

### キット
1950年代まで、ソリッドモデルには組み立てキットとして販売されているものもあったが、その中身は詳細な設計図（三面図）と大まかに切り揃えられた木材のみということが多かった。一部には、ホワイトメタル・真鍮などの金属製の主脚や、透明樹脂で成形したキャノピーが付属したり、主要部品が立体的に機械加工済みの製品もあったが、多くは図面を見ながらひたすら木材を削りだし、表面をヤスリで磨くという工程を繰り返す必要があった。アウトラインが実機に似るかどうかは完全に製作者の力量のみにかかっており、非常に高い工作技術と資料の読み取り能力が必要とされた。そのため、あらかじめ詳細なモールドが施され、誰が作っても正確なアウトラインを再現できるプラモデルの登場により、多くのモデラーはプラモデルに流れたが、高い技術を持っていた一部のモデラーは逆に物足りなさを覚え、ソリッドモデルに留まった。

### 自作
ソリッドモデルの製作においては、模型全体を自作することが多い。その製作過程は、資料、材料の準備、加工、塗装、部品の製作、組み上げという手順を踏む。市販の図面の一部には断面形状まで描かれているものもあるが、信頼できる資料がない場合には、図面と写真から正しい断面形状を読み取り、再現するには高い能力と経験が必要である。また、航空機ではエンジンや爆弾などの外部に装備される武装を除き、複数の種類の機体で共通に使用される装備はほとんど無いため、小物の部品までほとんど全て自作する必要がある。

### 素材
主材料として、切削性の良さから木を素材とすることが多い。日本ではおもに朴の木を材料としている。朴は柄杓の材料にも使われる耐水性・耐久性に優れた素材であるため、ヤスリがけ・塗装に向いていること、微細部品も削りだせることなどから用いられている。ただし、木材なので吸湿して反ったりゆがんだりするのを防ぐにはそれなりの加工をしなければならない。木材の代わりにケミカルウッドが使用される場合もある。部品製作のために、プラスチック、真鍮板、真鍮棒等も使用される。
航空機の透明風防は、初期には塗装のみで表現されることも多かったが、1950年代には既に熱した透明塩ビ板を木製の型に押し付けて成形する（絞る）方法も使用されていた。その後材料はアクリル板へと変化し、成形方法も手動からバキュームフォームへ変化している。
航空機の無塗装のジュラルミンの地肌を再現するのは塗装では難しいため、1950年代からアルミ箔を機体表面に貼り込む事が行われてきた。その後、大型の模型では厚さ0.01-0.02mm程度のアルミの薄板を貼り込み、実感を高める事も行われるようになった。更に進んでオールアルミ製の模型も作られているが、これは既にソリッド（中実）な模型ではなくなっている。

### 縮尺
1930年代から1940年代にかけてイギリスやアメリカで作られていた航空機のソリッドモデルは、1/72スケールや1/48スケールのものが多く、これらの縮尺は後にプラモデルの標準スケールとして受け継がれている。
1950年代に日本で発売されていた木製の組み立てキットは、ほとんど縮尺が統一されていなかったが、キットによらずに自作していたモデラーの間では、図面の作成が容易で大きさも手頃な1/50 スケールが航空機模型の標準スケールとして定着した。その後も1/50は主要スケールとして使用されているが、次第に作る対象に応じて縮尺の多様化が進み、1/50の倍および半分である1/25と1/100、プラモデルと共通の1/32や1/144、更に大型の1/10や1/20などの模型も作られている。

## 類似の模型

### 商業模型
展示用模型、博物館用模型、プロの製作者に依頼する個人用の模型などが存在する。製作方法がソリッドモデルに類似するものもある。

### 商業原型
プラモデルメーカーが模型化する商品の検討や金型製作の原型は木型と呼ばれる模型である。その製作は、ソリッドモデルの製作過程と類似しているが、塗装は施されない。また、通常木型は形状のみでなく、分割方法も製品に準じて製作される。ただし、2012年現在ではプラモデルの設計はほとんど3次元CADを用いて行われるため、木製の木型は作られないことが多い。

### 撮影用ミニチュア
戦争映画や特撮映画、特撮テレビ番組などにおける、撮影用の航空機や艦船などのミニチュア（プロップ）は、木材や板金、プラスチック、FRPなどで作られる。木製のミニチュアの製作方法はソリッドモデルとほとんど変わりはない。初期の撮影用ミニチュアは木材または板金加工で作られることが多かったが、プラモデルが普及すると、プラモデルをそのままや多少の改造で使用したり、キットバッシングで新たな形状のミニチュアを作ることも行われるようになった。模型製作技法の変化とともに、FRPやレジンキャストなどで成形した合成樹脂素材の模型も多用されるようになっている。